# Kroženje vode
Kroženje vode, tudi vodni krog, je neprestano kroženje vode v Zemljini hidrosferi. Morje, kontinenti in ozračje so največji zbiralniki vode na Zemlji. So v stalnem medsebojnem ravnotežju. Sevanje sonca poganja kroženje vode in s tem vpliva na izhlapevanje vode tako, da v ozračje prehaja v obliki vodnih hlapov. Izhlapevanje vode poteka iz ledenikov, zasneženih površin, ribnikov, jezer in oceanov. Z izhlapevanjem v ozračje  pride največ vode iz oceanov. Tudi pri dihanju vsa živa bitja oddajajo v ozračje ogljikov dioksid in vodo. Pri zgorevanju organskih snovi, nafte, lesa in drugih snovi prehajajo vodni hlapi v ozračje. Izhlapela voda se pri ohladitvi s pomočjo dviganja zračnih mas kondenzira, ter jo spremeni v meglo, roso in tvori oblake. Pri še večji ohladitvi pa se spremenijo vodni hlapi v točo, sneg in led. S padavinami dežja, toče in snega pa se cikel kroženja vode sklene.

## Opis
Sonce, ki poganja vodni cikel, segreje vodo v oceanih in morjih. Voda izhlapeva kot vodna para v zraku. Led in sneg lahko sublimirata neposredno v vodno paro.  Dvigajoči zračni tokovi lahko dvignejo paro v ozračje, kjer hladnejše temperature povzročijo, da se strnejo v oblake. Zračni tokovi premikajo vodne pare po vsem svetu, kjer delci oblaka trčijo, zrastejo in padejo iz neba kot padavine. Nekaj padavin pade kot sneg ali toča in se lahko naberejo v ledu in ledenikih, ki lahko shranijo zamrznjeno vode za tisoče let.  Večina vode pade nazaj v oceane ali na zemljo kot dež. Del odvečne vode (voda, katere zemlje ne more vpiti) steče v doline in reke. Odvečne vode in podzemne vode so shranjene kot sladke vode v jezerih. Nekatere vode prodrejo globoko v zemljo in dopolnijo vodonosnike, ki so zaloge sladke vode za dolgo časa. Nekatere ostanejo blizu površine zemlje in lahko pronicajo nazaj v površinske vode telesa (in morje), kot je odvajanje podzemne vode. Nekatere podzemne vode stečejo skozi odprtine v zemeljsko površje in pridejo ven kot sladkovodna voda. Sčasoma se voda vrne v morje, kjer se vodni cikel začne.
| Okolje                | Povprečni čas hranjenja |
| --------------------- | ----------------------- |
| Antarktika            | 20.000 let              |
| Oceani                | 3.200 let               |
| Ledeniki              | 20 do 100 let           |
| Sezonska snežna odeja | 2 do 6 mesecev          |
| Vlažnost tal          | 1 do 2 meseca           |
| Podzemna: plitka      | 100 do 200 let          |
| Podzemna: globoka     | 10.000 let              |
| Jezera                | 50 do 100 let           |
| Reke                  | 2 do 6 mesecev          |
| Atmosfera             | 9 dni                   |

## Različni procesi

### Padavine
So kondenzirane vodne pare, ki padejo na površino Zemlje. Največ padavin se pojavlja v obliki dežja, pa tudi snega, toče in sodre. Približno 505.000 km3(121.000 cu mi) z vode pade zaradi padavin vsako leto, od tega 398.000 km3 (95.000 cu mi), pa v oceane.

### Prestrezanje rastlin
Padavine, ki so jih prestregli listi rastlin sčasoma izhlapijo nazaj v ozračje in ne padejo na tla.

### Taljenje snega
Voda, ki nastane ob topljenju snega.

### Infiltracija
Pretok vode iz talne površine v tla. Ko jo tla vpijejo, voda postane vlaga tal ali podtalnica.

### Podzemni tok
Pretok vode pod zemljo, v območje vodotokov. Podzemna voda, se lahko vrne na površino (npr. kot spomladi ali če jo izčrpavamo) ali pa sčasoma pronica v oceane. Voda se vrne na površino zemljena nižji od nadmorske višine, kjer je stekla v zemljo,  zaradi sile zemljine gravitacije. Podzemna voda po navadi teče počasi in se tudi počasi polni, tako da lahko ostane v vodotokih tisoče let.

### Izhlapevanje
Transformacija vode iz tekočega v plinsko fazo in premik iz tal ali vodnih teles v ozračje. Vir energije za izhlapevanje je predvsem sončnega sevanja/energija. Izhlapevanje pogosto implicitno vključuje transpiracijo iz rastlin (evapotranspiration). Skupna letna evapotranspiracija znaša približno 505.000 km3 (121.000 cu mi) vode in 434.000 km3 (104.000 cu mi), ki izhlapeva iz oceanov.

### Sublimacija
Sprememba neposredno iz trdne vode (snega ali ledu), v vodno paro.

### Advekcija
Pretok vode - v trdnem, tekočem ali hlapov - skozi atmosfero. Brez advekcije, se voda, ki je izparela nad oceani ne bi mogla vrniti nazaj nad zemljo.

### Kondenzacija
Preoblikovanje vodne pare v tekoče kapljice vode v zraku, Kondenzacija proizvaja meglo in oblake.

### Transpiracija
Sprostitev vodne pare iz rastlin v zrak. Vodna para je plin, ki ga ni mogoče videti.

## Vplivi na podnebje
Vodni cikel se napaja iz sončne energije. 86 % svetovnega izhlapevanja pride iz oceanov. Brez hlajenja, bi učinek izparevanja na učinek tople grede povzročil precej višjo temperaturo površine 67 °C (153 °F) in toplejši planet.

## Vpliv na biogeokemijski cikel
Vodni krog je sam po sebi biogeokemijski cikel, pretok vode nad in pod zemljo, je ključni element drugih biogeokemičnih ciklov. Presežna voda je pomebna  za skoraj ves premik usedlin in fosforja od zemlje do vode. Slanost oceanov izhaja iz erozije in prenosa raztopljenih soli iz zemlje. Cvetenje jezer je predvsem zaradi fosforja, ki se uporablja za gnojenje polj, ki se potem in z vodo steče v reke. Tako dovečne vode in tokovi podzemnih vod igrajo pomembno vlogo pri prevozu dušika iz zemlje v vodne vire. Mrtva cona ob izlivu reke Misisipi, je posledica nitratov iz gnojil, ki se izpirajo s kmetijskih zemljišč in tečejo po reki navzdol v Mehiški zaliv. Odvečna voda prav tako igra vlogo pri kroženju ogljika, spet z prenosom iz  kamnin in prsti.

## Spremembe v daljšem časovnem obdobju
Vodni cikel opisuje procese, ki poganjajo pretok vode skozi hidrosfero. Vendar, veliko več vode, je "v skladiščene" za dolgo časa, kot se je dejansko premika skozi cikel. Skladišča za veliko večino vse vode na Zemlji so oceani. Ocenjuje se, da od 332.500.000 mi3 (1.386.000.000 km3) na svetu oskrbe z vodo, približno 321.000.000 mi3 (1.338.000.000 km3) je shranjena v oceanih, ali približno 95%. Prav tako se ocenjuje, da oceani oddajo okoli 90% vode za izhlapevanje, ki se vrne v vodni krog.
V hladnejših klimatskih obdobjih se ustvari več ledenikov in dovolj svetovne zaloge vode je akumuliranih v ledu, tako da se zmanjšajo količine v drugih delih vodnega kroga. V toplih obdobjih pa velja ravno nasprotno. V zadnji ledeni dobi so ledeniki prekrivali skoraj tretjino  Zemlje, zaradi česar je bila gladina oceanov za okoli 122 m nižja kot danes. V zadnjem globalnem ogrevanju "toplem uroku," pred približno 125.000 leti, je bila gladina morij za približno 5,5 m višja kot zdaj. Približno tri milijone let nazaj je bila gladina oceanov do 50 m višja.
Umik, zmanjševanje ledenikov je tudi primer spremembe v vodnem krogu, saj pritok vode do ledenikov ne more slediti izgubi vode pri taljenju ledenika. Zmanjševanje ledenikov se je od leta 1850 močno povečalo.

## Antropogene spremembe
Človeške dejavnosti, ki spreminjajo vodni krog, vključujejo:
- Kmetijstvo
- Industrija
- Sprememba kemijske sestave ozračja
- Gradnja jezov
- Krčenje gozdov in pogozdovanje
- Odstranitev podzemne vode iz vodnjakov
- Odvzem vod iz rek, melioracija
- Urbanizacija.

Človeštvo ima prevladujoč vpliv na nekaj ključnih elementov tega procesa preko odvzemanja vode za svoje potrebe in onesnaževanja, spremembe večine kopnega na Zemlji, kar vpliva na izhlapevanje, obnavljanje podtalnice, padavine in rečne tokove, ter spreminjanja podnebja.